# Jenna Stern
Jenna Stern es una actriz estadounidense conocida por aparecer en la franquicia Law & Order.

## Biografía
Jenna es la hija de la actriz Samantha Eggar.  Debutó en el cine en 1997 con la película Picture Perfect. Desde 2013 interpreta a la jueza Elana Barth en la serie de televisión Law & Order: Special Victims Unit.
Stern está casada con el actor Brennan Brown.

## Filmografía

### Películas
- Picture Perfect (1997)[4]
- Hitch (2005)
- 16 Blocks (2006)
- Love, Love &... Love (2015)

### Televisión
- Law & Order: Special Victims Unit - serie de televisión, 25 episodios (Jueza Elana Barth; 2013-2020)